# James Rood Doolittle

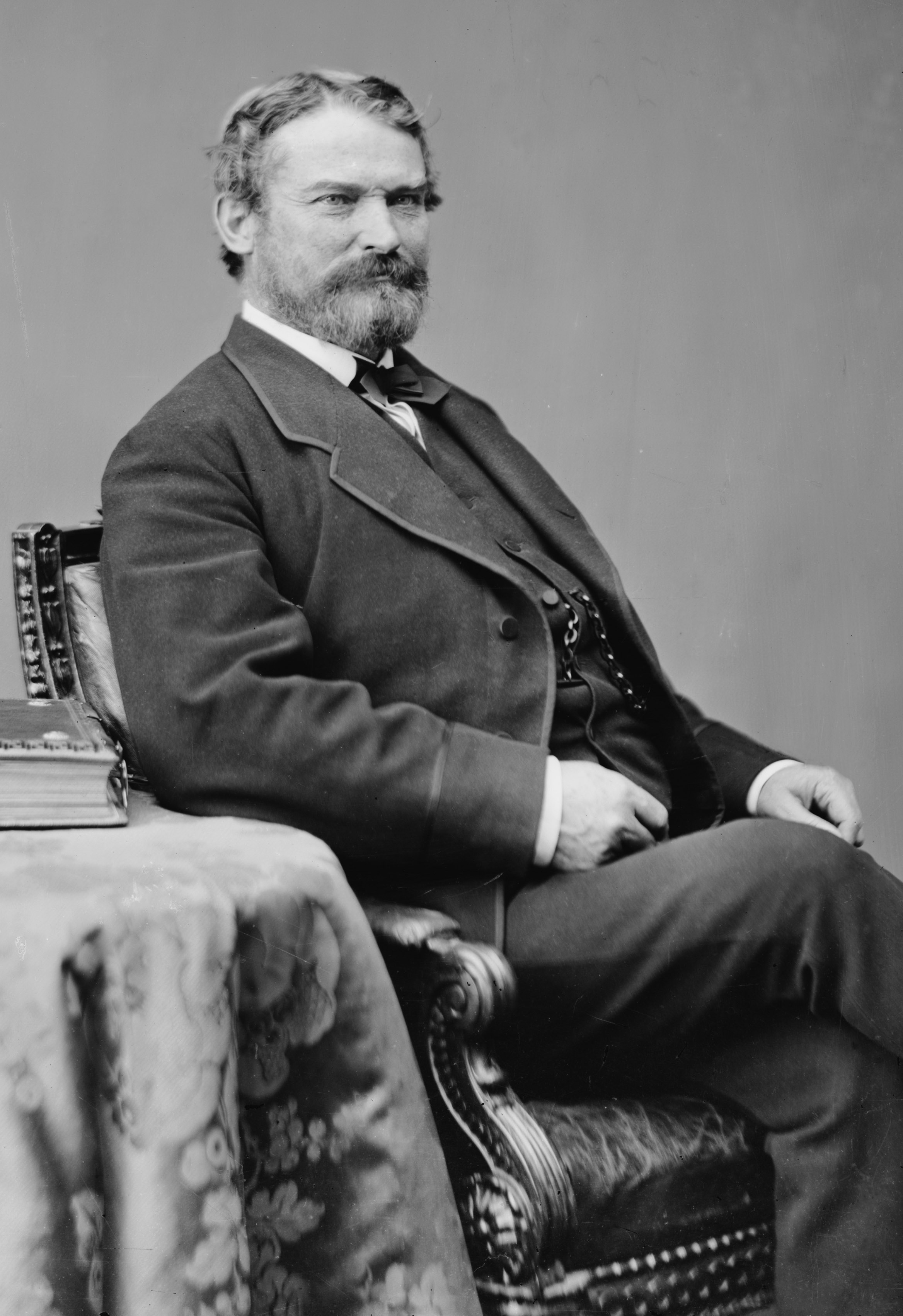
James Rood Doolittle

James Rood Doolittle, född 3 januari 1815 i Washington County, New York, död 23 juli 1897 i Providence, Rhode Island, var en amerikansk politiker. Han representerade delstaten Wisconsin i USA:s senat 1857-1869. Han stödde USA:s president Abraham Lincoln under amerikanska inbördeskriget. Under sin tid i senaten var han republikan men han både hade varit demokrat och blev senare demokrat på nytt.
Doolittle utexaminerades 1834 från Geneva College (numera Hobart College) i Geneva, New York. Han studerade sedan juridik och inledde 1837 sin karriär som advokat i delstaten New York. Han var distriktåklagare för Wyoming County, New York 1847-1850. Han flyttade 1851 till Racine, Wisconsin.
Upphävandet av Missourikompromissen var en av 1850-talets hetaste politiska frågor i USA. Fram till dess hade Doolittle varit demokrat men i den förändrade situationen bestämde han sig för att byta parti till republikanerna. Han valdes 1857 till senaten som republikan och omvaldes 1863. Han var ordförande i utskottet för indianärenden 1861-1866. Doolittle var en varm anhängare av Lincoln under inbördeskriget. Efter kriget stödde han Andrew Johnson som republikanerna var missnöjda med.
Efter sin tid i senaten bytte Doolittle parti tillbaka till demokraterna. Han var demokraternas kandidat i 1871 års guvernörsval i Wisconsin som han förlorade mot republikanen Cadwallader C. Washburn.
Doolittles grav finns på Mound Cemetery i Racine, Wisconsin.